# Roztocze Lwowskie
Roztocze Lwowskie (ukr. Львівське Розточчя) – obszar wyróżniany w ramach Roztocza, położony w jego południowo-wschodniej części, na Ukrainie. Roztocze Lwowskie zajmuje powierzchnię ok. 365 km². Najwyższy punkt ma wysokość 409,5 m n.p.m. i jest nim szczyt Czartowska Skała, drugim zaś Wysoki Zamek - górujące nad miastem wzgórze w północno-wschodnim rejonie Lwowa.
Roztocze Lwowskie odwadniają dopływy Bugu: na północy Świnia z Fujną, na wschodzie Pełtew z Remeniówką, Młynówką i Brzuchowiczanką oraz Maruńka z Czyszką i Kabanówką. Długość sieci rzecznej wynosi 131 km, a gęstość 0,359 km/km². Na Roztoczu Lwowskim jedno źródło przypada na 9-16 km². 
Lasy zajmują 42% jego powierzchni.
Na pograniczu Roztocza Lwowskiego i Janowskiego w 1998 roku został utworzony Jaworowski Park Narodowy o powierzchni 7078,6 ha. Ponadto istnieją: Park Krajobrazowy Zawadów, Regionalny Park Krajobrazowy Zniesienie, Park Krajobrazowy Czartowska Skała, Park Krajobrazowy Grzęda oraz Rezerwat przyrody Żuri i Rezerwat przyrody Majdan.